# ساموس (شهر)
ساموس (به لاتین: Samos) یک شهرک در یونان است که در Samos Municipality واقع شده‌است.